# Éric Bauthéac
Eric Bauthéac (Bagnols-sur-Cèze, 24 agosto 1987) è un ex calciatore francese, di ruolo centrocampista.

## Carriera

### Club
La sua carriera da calciatore inizia nel 1995 quando milita per il Bagnols Pont. Dopo essersi messo in mostra in cinque stagioni con la maglia biancoblu si trasferisce al club di Saint-Étienne, l'Association Sportive de Saint-Étienne Loire. Dopo sette stagioni viene acquistato dal Cannes dove, in tre stagioni, colleziona settantasette presenze e quindici reti, prima di trasferirsi al Digione.
Il 15 giugno 2012 viene ufficializzato il suo passaggio a titolo definitivo al Nizza, squadra con cui firma un contratto triennale.
Il 25 giugno 2015 passa al Lille, con cui firma un contratto triennale.
L'8 settembre 2017 viene ingaggiato dalla società australiana dei Brisbane Roar.
Il 25 luglio 2019, dopo esser rimasto svincolato, trova un accordo con l'Omonia, club che partecipa alla massima divisione cipriota.

## Palmarès

### Club

#### Competizioni nazionali
- Campionato cipriota: 1

Omonia: 2020-2021
- Supercoppa di Cipro: 1

Omonia: 2021
- Coppa di Cipro: 1

Omonia: 2021-2022